# Ulf Kero
Ulf Ingemar Kero, född 26 september 1951 i Tärendö församling i Norrbottens län, är en svensk socialdemokratisk politiker, som mellan åren 1994 och 1998 var riksdagsledamot för Norrbottens läns valkrets.